# Верхній Карачан
Верхній Карачан (рос. Верхний Карачан) — село у Грибановському районі Воронезької області Російської Федерації.
Населення становить 1977 осіб (2010). Входить до складу муніципального утворення Верхньокарачанське сільське поселення.

## Історія
Населений пункт розташований у історичному регіоні Чорнозем'я. Від 1935 року належить до Грибановського району, спочатку в складі Центрально-Чорноземної області, а від 1934 року — Воронезької області.
Згідно із законом від 15 жовтня 2004 року входить до складу муніципального утворення Верхньокарачанське сільське поселення.

## Населення
| 1959 | 2010  |
| ---- | ----- |
| 3825 | ↘1977 |